# Social web
Il termine Social Web è utilizzato per descrivere l'insieme di piattaforme che consentono agli utenti di interagire e socializzare online attraverso tecnologie e strumenti quali i social media. Il web sociale è anche chiamato il "web abitato" o la "parte abitata della rete".
Ci sono differenti modi per socializzare via web:
- il primo è rappresentato da tutti quei siti in cui le persone creano pagine personali attraverso la quale si autodescrivono e si mettono in contatto con nuovi "amici" (Myspace, Facebook, Hi5, Bebo, Skyrock)
- il secondo è rappresentato dai siti di condivisione di file multimediali (media sharing) in cui gli utenti caricano sulla rete le proprie foto e i propri video al fine di condividerli con tutti i navigatori della rete (Flickr, YouTube, Photobucket);
- il terzo modo, definito Social Bookmarking, è rappresentato da tutti quei siti in cui vengono resi disponibili elenchi di segnalibri (bookmark) creati dagli utenti e notizie prese dalla rete. Questi elenchi sono liberamente consultabili e condivisibili con gli altri utenti appartenenti alla stessa comunità virtuale attraverso apposite etichette (tag) che vengono assegnate ad ogni segnalibro o notizia. Alcuni siti di social bookmarking sono Digg, Delicious, Furl, Propeller, Technorati e, in Italia, Diggita e Segnalo.

## Struttura
Le applicazioni Web social sono tipicamente costruite utilizzando la programmazione orientata agli oggetti, utilizzando combinazioni di diversi linguaggi di programmazione integrandoli con HTML e CSS, come Ruby, PHP, Python, ASP.NET e/o Java. Spesso le API vengono utilizzate per collegare siti Web non social a siti Web social.

### Blog e wiki

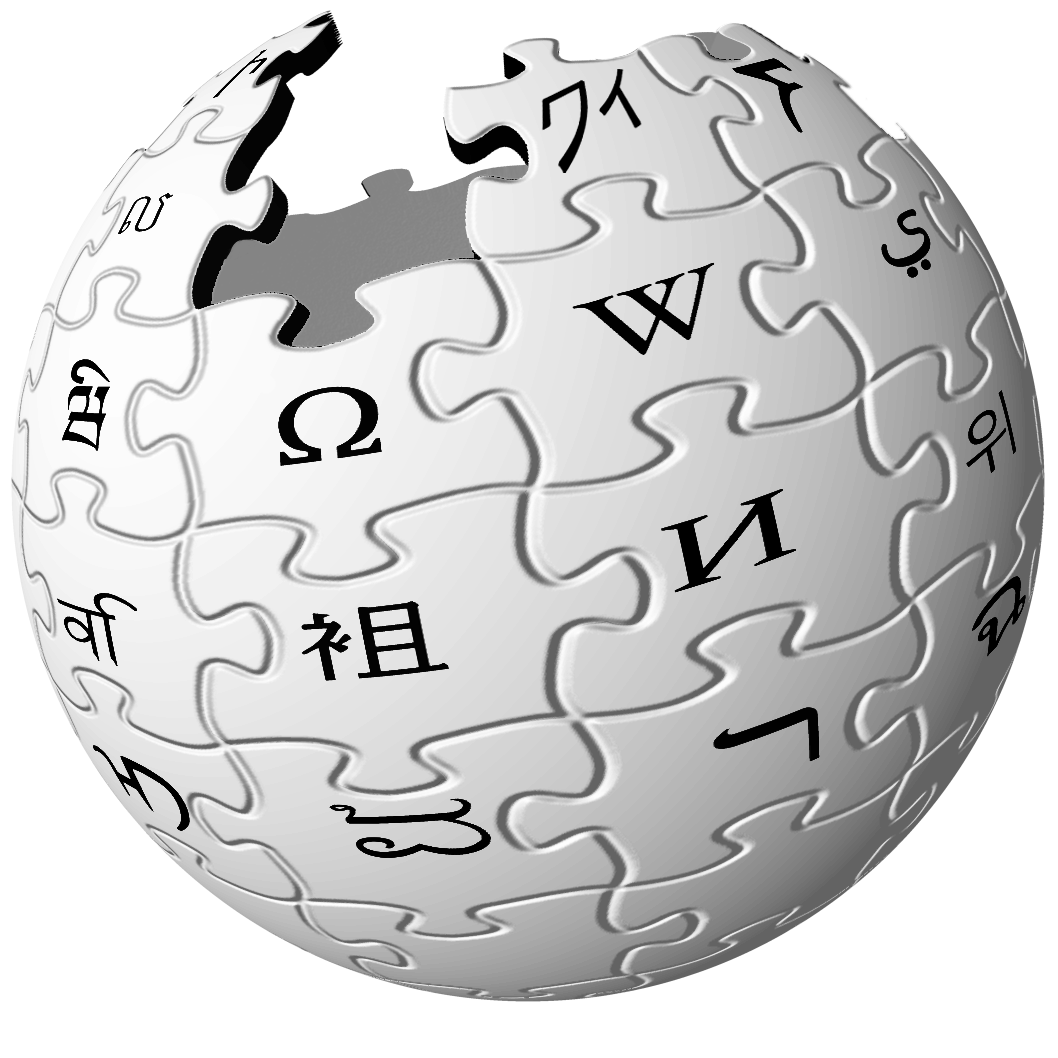
Logo di Wikipedia

Sia i blog che i Wiki sono esempi di collaborazione attraverso Internet, una caratteristica dell'interazione di gruppo che caratterizza il Web sociale. I blog sono usati come BBS per il 21 °secolo su cui le persone possono postare discussioni, mentre i Wiki sono costruiti e modificati da chiunque sia autorizzato ad accedervi. I membri di entrambi sono in grado di vedere le recenti discussioni e le modifiche apportate, sebbene per molti blog e Wiki come Wikipedia questo sia vero anche per i non membri. Blog e Wiki consentono agli utenti di condividere informazioni e istruirsi a vicenda, e queste interazioni sociali si concentrano sul contenuto e sul significato. Blog e Wiki sono usati sia da chi li scrive sia da chi li fa riferimento come risorse. I blog consentono ai membri di condividere idee e ad altri membri di commentarle, mentre i wiki facilitano la collaborazione di gruppo: entrambi questi strumenti aprono una porta di comunicazione in cui l'interazione sociale consente al web di svilupparsi. Questi siti sono utilizzati da insegnanti e studenti allo stesso modo per raggiungere l'obiettivo di condividere l'istruzione e lavorare in una comunità con altri studiosi consente agli utenti di vedere diverse interpretazioni di argomenti simili, nonché di condividere risorse che potrebbero non essere disponibili altrimenti.

### Connettività mobile

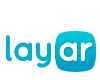
Logo di Layar

La maggior parte dei servizi di social network offre app mobili e connettività telefonica Internet.  Siti web social popolari come Facebook Mobile, Orkut, Twitter e YouTube hanno aperto la strada ad altri siti per consentire ai propri utenti di pubblicare e condividere nuovi contenuti con altri, aggiornare i loro stati e ricevere gli aggiornamenti dei loro amici e caricarli tramite piattaforme mobili. L'obiettivo centrale per entrambi i siti che offrono questi servizi mobili e per coloro che li utilizzano è che l'utente mantenga i contatti con i propri amici online sempre; consente loro di aggiornare i propri profili e di comunicare tra loro anche quando sono lontani da un computer. Le applicazioni mobili per il Web sociale possono anche consentire esperienze e giochi di realtà aumentata; esempi di tali includono SCVGR e Layar. La maggior parte delle moderne applicazioni mobili provengono da kit di sviluppo software rilasciati agli sviluppatori. Essi creano le loro applicazioni e le condividono con gli utenti tramite i "mercati delle app". Gli utenti possono commentare le loro esperienze con le applicazioni (ad esempio su Google Play), consentendo a tutti gli utenti di visualizzare i commenti degli altri e quindi avere una maggiore comprensione di cosa ci si aspetta dall'applicazione. In genere c'è anche un sistema di valutazione oltre ai commenti.
Le applicazioni Web social per dispositivi mobili vengono create utilizzando varie API. Esse consentono l'interazione e l'interconnessione dei dati su un database social, sia esso Facebook, Twitter o Google Account, creando così una rete letterale di connessioni dati. Queste applicazioni si aggiungono quindi all'esperienza utente specifica dell'applicazione stessa. Gli esempi includono TweetDeck e Blogger.

### Arte sociale

Logo di YouTube

Gli artisti utilizzano il social Web per condividere la loro arte, che si tratti di arte visiva su siti come deviantART, video-arte su YouTube, arte musicale su iTunes o arte fisica, come la pubblicazione e la vendita di oggetti realizzati su Craigslist. Gli artisti scelgono di pubblicare la loro arte online in modo che possano ottenere critiche e recensioni sul loro lavoro, oltre ad avere la soddisfazione di sapere che gli altri possono sperimentare e apprezzarli. Con questa generazione di social web, gli studenti trascorrono più tempo utilizzando strumenti sociali come computer, videogiochi, videocamere e telefoni cellulari.  Questi strumenti consentono all'arte di essere condivisa facilmente e aiutano nella discussione.

### Crowdsourcing
Il crowdsourcing è diventato uno dei modi in cui il social Web può essere utilizzato collaborando con altri utenti. Il termine è usato esclusivamente per l'attività basata sul web. Gli esempi includono siti come SurveyMonkey.com e SurveyU.com; ad esempio SurveyMonkey consente agli utenti di amministrare i sondaggi in un elenco di contatti che gestiscono, quindi raccogliere e analizzare i dati di risposta utilizzando gli strumenti di base forniti sul sito Web stesso e infine esportare questi risultati una volta terminati.

Logo di EBay

### Attività commerciali
Il modo in cui le persone condividono dettagli personali e svolgono attività come appuntamenti, acquisti e candidature per un lavoro è molto diverso rispetto alle generazioni precedenti. Ora le proprie preferenze, opinioni e attività vengono condivise regolarmente con un gruppo di amici con cui potrebbero o meno incontrarsi se non fosse per il social web.
Molti siti web sociali utilizzano l'interazione sociale online per creare un ponte verso l'interazione nella vita reale. Le relazioni si formano tra gli individui tramite Internet e poi diventano più personali attraverso altre forme di comunicazione.
Un esempio di questo tipo di interazione è eBay, dove chiunque può acquistare e vendere praticamente qualsiasi cosa. Questo sito Web consente alle persone di vendere articoli e ad altri di fare offerte su questi articoli. Alla fine dell'asta, l'acquirente paga il venditore; l'acquirente invia quindi il prodotto acquistato al vincitore dell'asta. La relazione inizia su Internet, ma si estende all'interazione nella vita reale. I modi in eBay che facilitano questa interazione includono Skype, un servizio di comunicazione online che consente alle persone di comunicare gratuitamente tramite voce o video online.

## Tribe

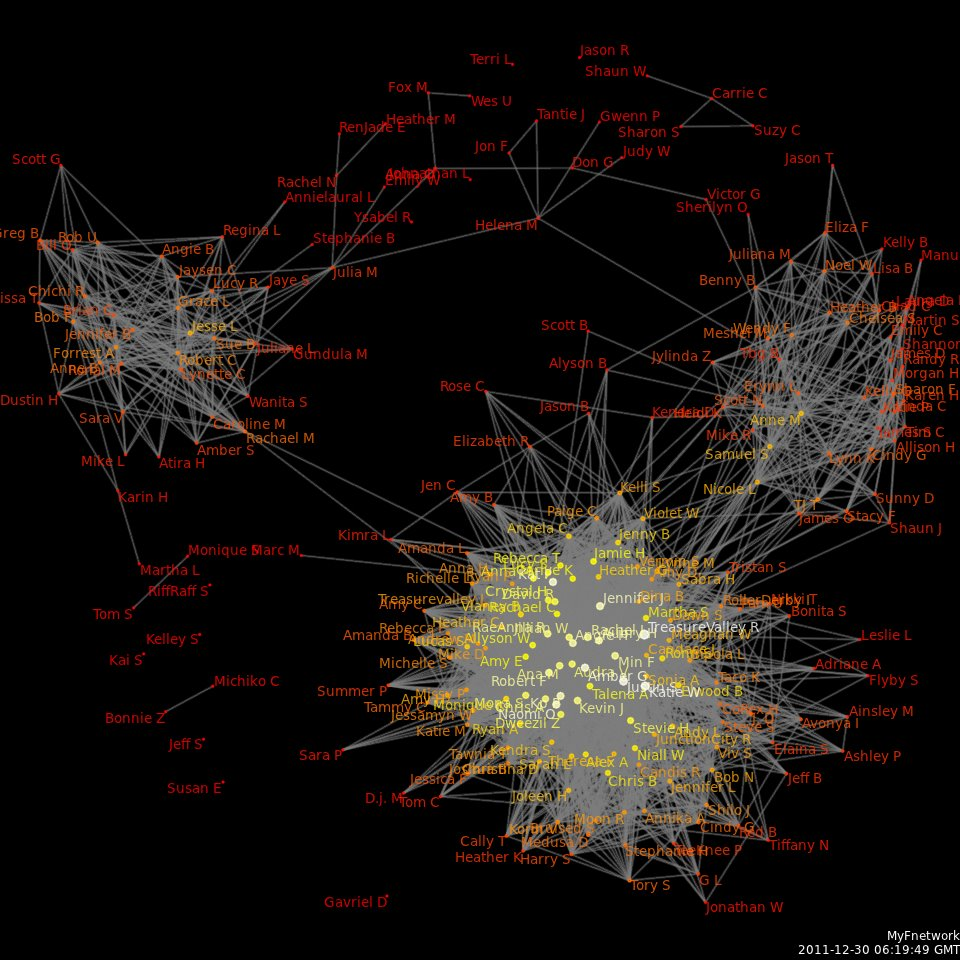
Un diagramma di social network che mostra le tribù raggruppate da legami di amicizia tra un gruppo di utenti di Facebook

Il termine tribù o tribù digitale è usato come lo slang termine per un non ufficiale della comunità o di un'organizzazione di persone che condividono un interesse comune, e di solito che sono vagamente collegati tra loro attraverso il social web. Il termine è legato a "tribù", che tradizionalmente si riferisce a persone strettamente associate sia nella geografia che nella genealogia.

## Web science
La scienza del web è un campo interdisciplinare emergente interessato allo studio di sistemi socio-tecnici su larga scala, in particolare il World Wide Web. Considera il rapporto tra persone e tecnologia, i modi in cui società e tecnologia si co-costituiscono e l'impatto di questa co-costituzione sulla società. Raccoglie dati principalmente dal social web.

## Rischi
Il social web comporta alcuni rischi:
- Hacking del proprio account e furto di dati[19]
- Diffusione di Deep fake che possono rovinare la reputazione personale o aziendale[20]
- Violazione della privacy[21]
- Dipendenza[22]
- Truffe[23]
- Diffusione di Fake news che possono rovinare la reputazione personale o aziendale[24]
- Cyberbullismo
- Rovina del marchio aziendale nel caso di errate campagne di social web[25]
- Stalking[26]
- Incitamento all'odio[27]
- Pedopornografia[28]
- Body shaming[29]
- Technostress e Nomo fobia[30]
- Disturbo d'ansia[31]